# Albert Reichardt
Albert Reichardt (* 30. April 1871 in Erfurt; † 20. Dezember 1932 ebenda) war ein deutscher Geologe und Paläontologe.
Albert Reichardt war bei der Versicherungs-Gesellschaft Thuringia beschäftigt und bearbeitete in seiner Freizeit die Geologie und Paläontologie der Umgebung von Erfurt. 1910 wurde er Geschäftsführer der staatlichen Naturdenkmalspflege im Regierungsbezirk Erfurt und erstellte in dieser Funktion eine umfassende Zusammenstellung der Naturdenkmäler der Umgebung Erfurts. 1911 wurde er in Anerkennung seiner Arbeit über die orohydrographischen Verhältnisse des Stadt- und Landkreises Erfurt zum Mitglied der Akademie gemeinnütziger Wissenschaften zu Erfurt gewählt. Für das Erfurter Museum für Naturkunde baute er 1924–26 die „Geologische Schausammlung“ auf.
Albert Reichardt litt zeitlebens an sehr stark ausgeprägten Depressionen und beging 1932 Suizid.

## Schriften
- Im thüringer oberen Muschelkalk. In: Thüringer Warte. Monatsschrift für die geistigen, künstlerischen und wissenschaftlichen Interessen Thüringens, 1, 1904, S. 449–456 (Digitalisat)
- Ein Blick in die Vorzeit der Umgebung Erfurts. In: Thüringer Warte. Monatsschrift für die geistigen, künstlerischen und wissenschaftlichen Interessen Thüringens, 2, 1906, S. 167–175 (Digitalisat)
- Der Ur-Thüringerwald und sein Pflanzen- und Tierleben. In: Thüringer Warte. Monatsschrift für die geistigen, künstlerischen und wissenschaftlichen Interessen Thüringens, 2, 1906, S. 500–506 (Digitalisat), S. 560–566 (Digitalisat)
- Die Schwellenburg bei Erfurt. In: Thüringer Warte. Monatsschrift für die geistigen, künstlerischen und wissenschaftlichen Interessen Thüringens, 4, 1908, S. 411–417 (Digitalisat)
- Die orohydrographischen Verhältnisse des Stadt- und Landkreises Erfurt – mit Berücksichtigung des geologischen Aufbaus. In: Jahrbücher der Königlichen Akademie gemeinnütziger Wissenschaften zu Erfurt, N. F., 36, 1910, S. 273–344
- Verzeichnis von Naturdenkmälern der Umgebung Erfurts. Jahrbücher der Königlichen Akademie gemeinnütziger Wissenschaften zu Erfurt. N.F. Heft 41, 1915
- Geologie der Umgebung Erfurts. Verlag der Keyser'schen Buchhandlung, Erfurt 1922
- Der mittlere Keuper in der Umgebung von Erfurt. In: Beiträge zur Geologie von Thüringen, Bd. 1, H. 3. 1926, S. 1–16
- Geologische Karte der Umgebung von Erfurt. Karte und Begleitworte, 1932